# Tomáš Mrázek
Tomáš Mrázek, né le 24 août 1982 à Brno,  République tchèque, est un grimpeur tchèque. 

## Palmarès

### Championnats du monde
- 2007 à Avilés,  Espagne
  -  Médaille de bronze en difficulté
- 2005 à Munich,  Allemagne
  -  Médaille d'or en difficulté
- 2003 à Chamonix,  France
  -  Médaille d'or en difficulté
- 2001 à Winterthour,  Suisse
  -  Médaille d'argent en difficulté

### Championnats d'Europe
- 2008 à Paris,  France
  -  Médaille d'argent en difficulté
- 2006 à Birmingham,  Royaume-Uni
  -  Médaille de bronze en bloc
- 2002 à Chamonix,  France
  -  Médaille d'argent en difficulté